# Stalowe serca

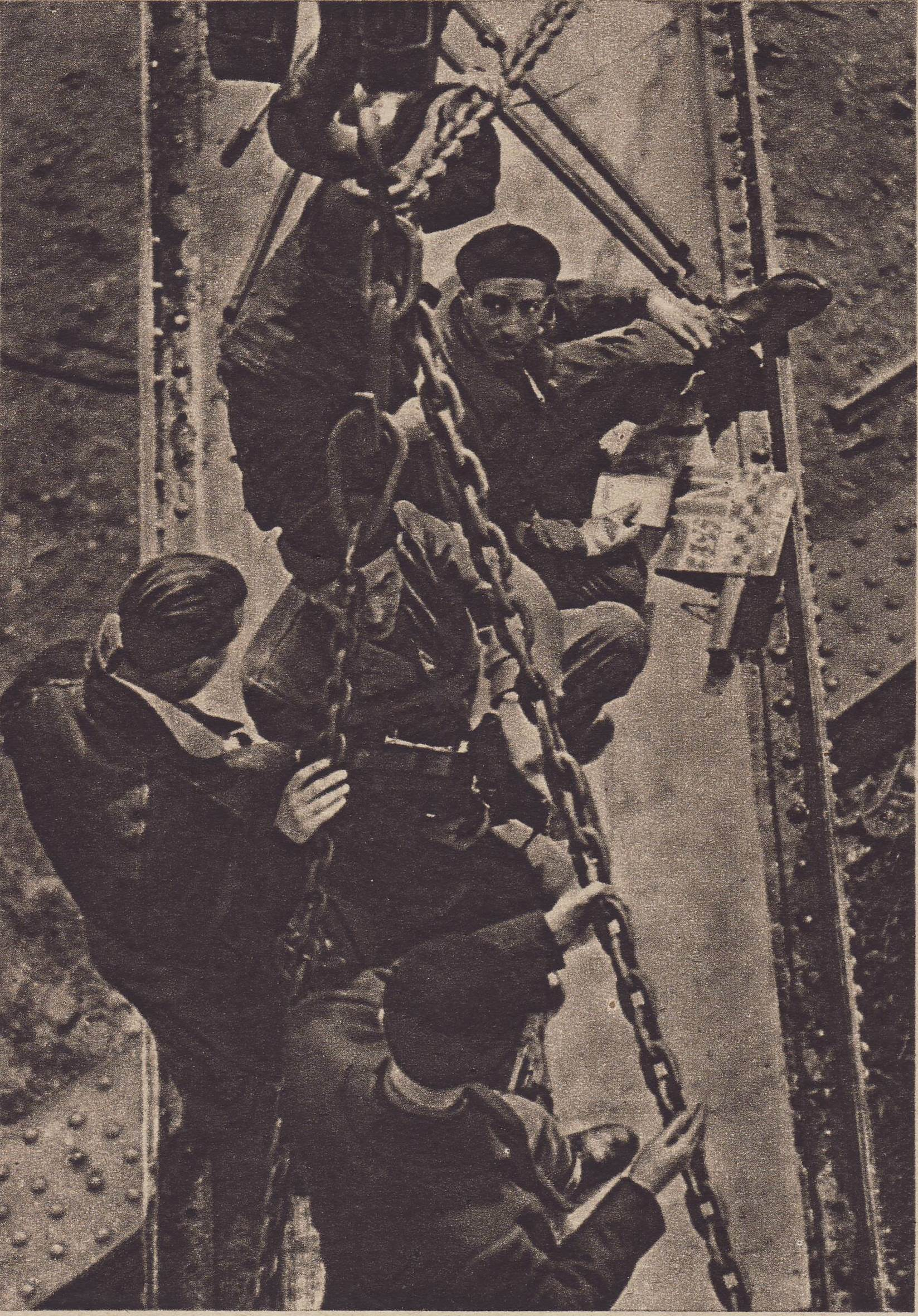
Kręcenie filmu Stalowe serca z platformy uniesionej przez dźwig

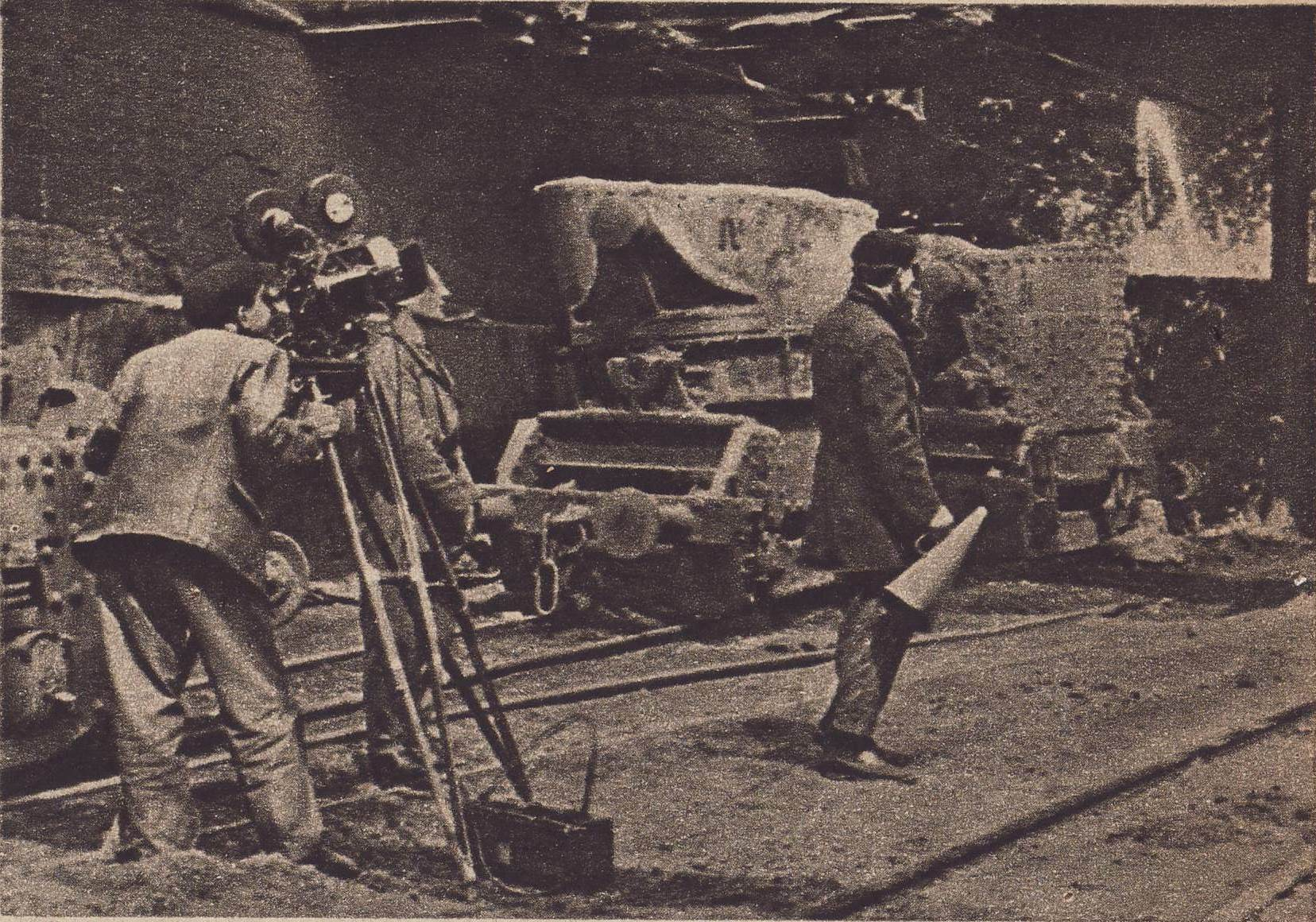
Kręcenie filmu Stalowe serca w hucie

Stalowe serca – polski film wojenny z 1948 roku w reżyserii Stanisława Januszewskiego.

## Opis fabuły
W roku 1944 na Śląsku trwają walki konspiracyjne. Polski ruch oporu, którego dowódcą staje się inżynier Karol (Władysław Hańcza) z Warszawy, organizuje sabotaż w hucie i kopalni działających na potrzeby hitlerowców. Grupa Polaków zamierza wysadzić w powietrze maszyny, aby uniemożliwić Niemcom produkcję płyt pancernych. Po udanym zamachu Niemcy rozstrzeliwują jednak wielu górników.

## Obsada
- Władysław Hańcza jako inżynier Karol
- Irena Laskowska jako pielęgniarka Danka
- Helena Buczyńska jako sprzątaczka Gustlikowa
- Stanisław Winczewski jako Paweł
- Mieczysław Serwiński jako Hauptsturmfuhrer Helmut Kirschke, inspektor huty
- Feliks Żukowski jako Michał Wontor
- Ludwik Ruszkowski jako dyrektor huty
- Kazimierz Wichniarz jako Sztygar
- Edmund Biernacki jako Henzel
- Bronisław Darski jako Jan Steiner
- Zbigniew Skowroński jako wartownik
- Tadeusz Łomnicki jako górnik Wiktor Tuszyński

i inni

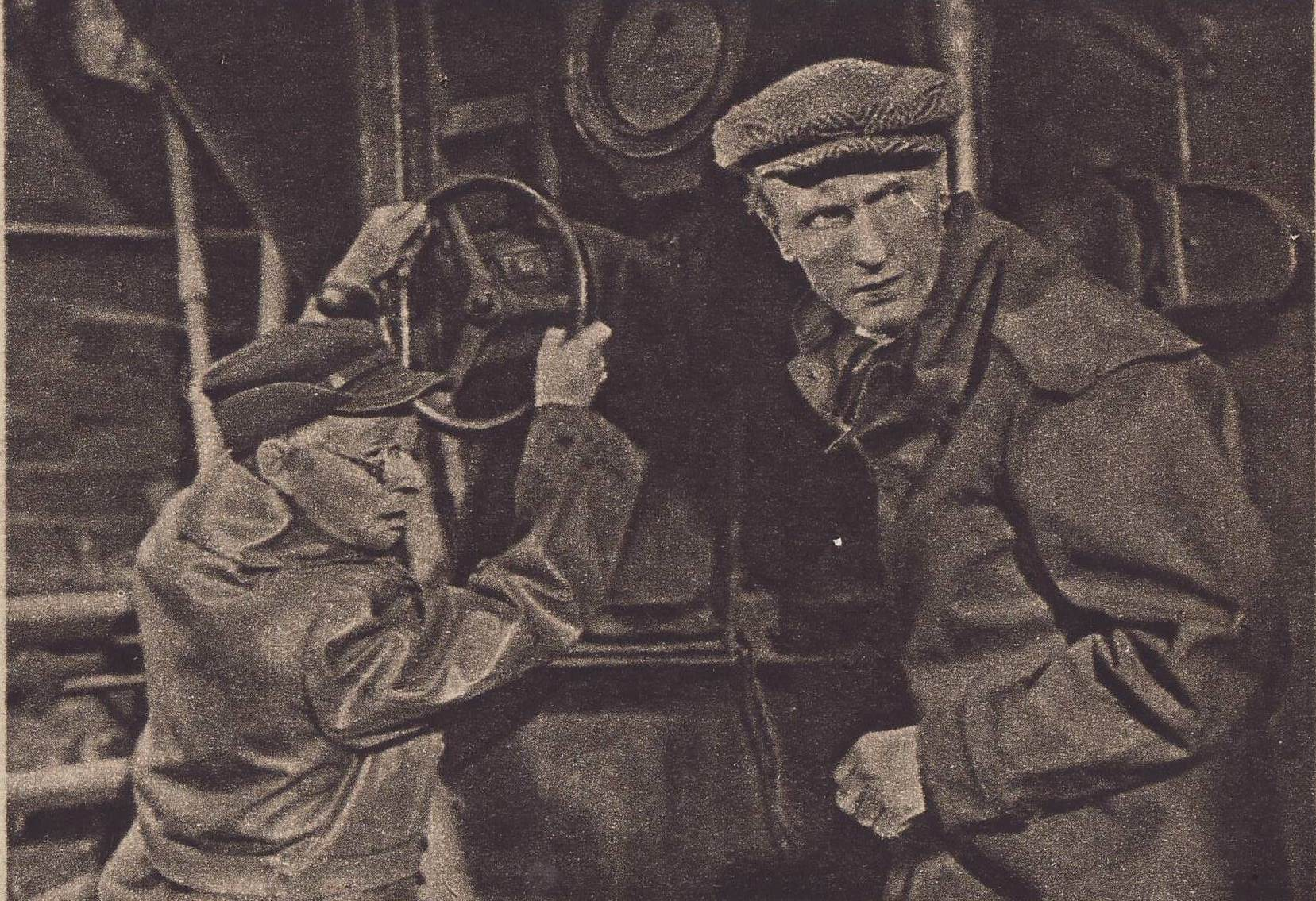
Władysław Hańcza (po prawej) i Edmund Biernacki
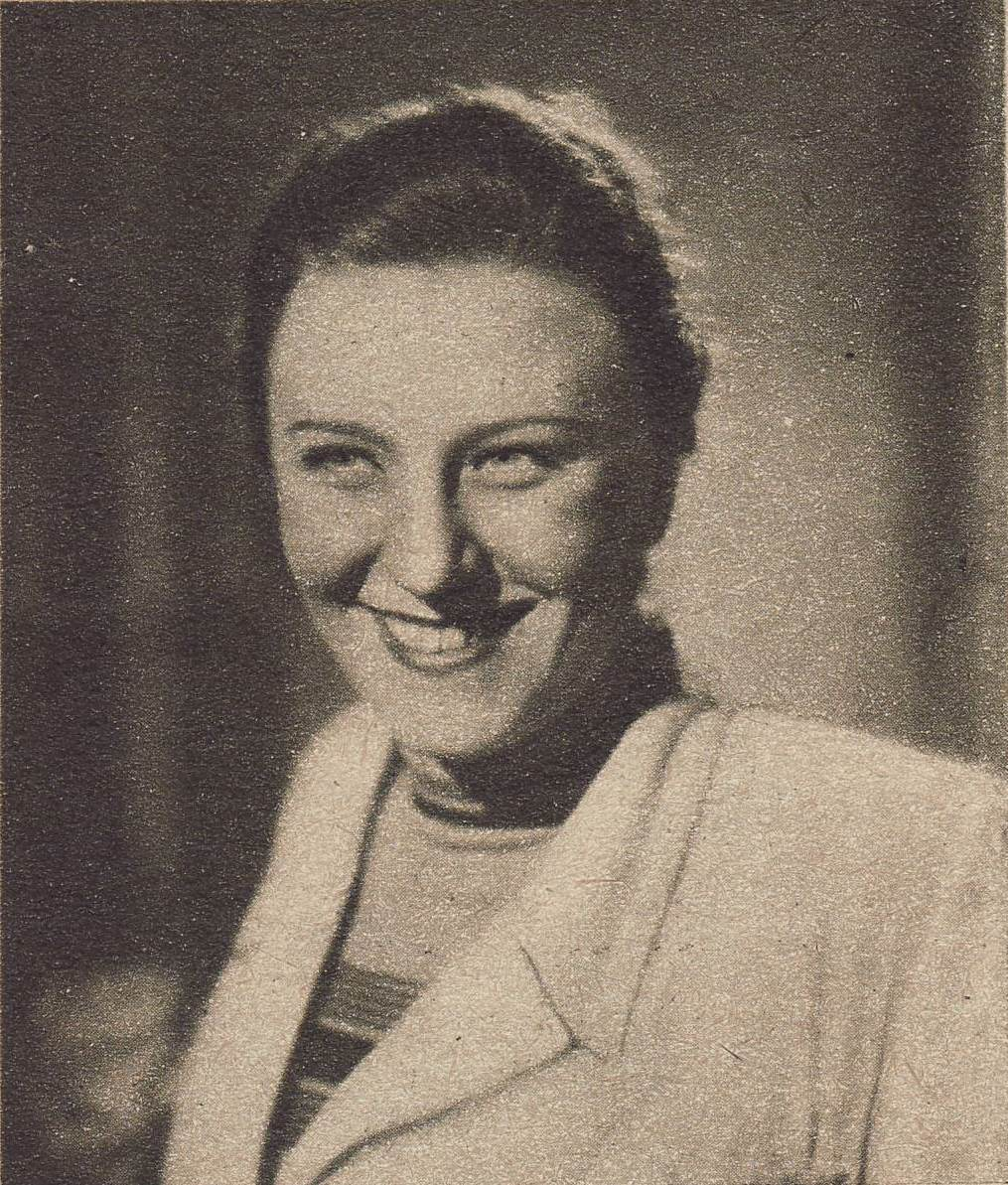
Irena Laskowska jako pielęgniarka Danka
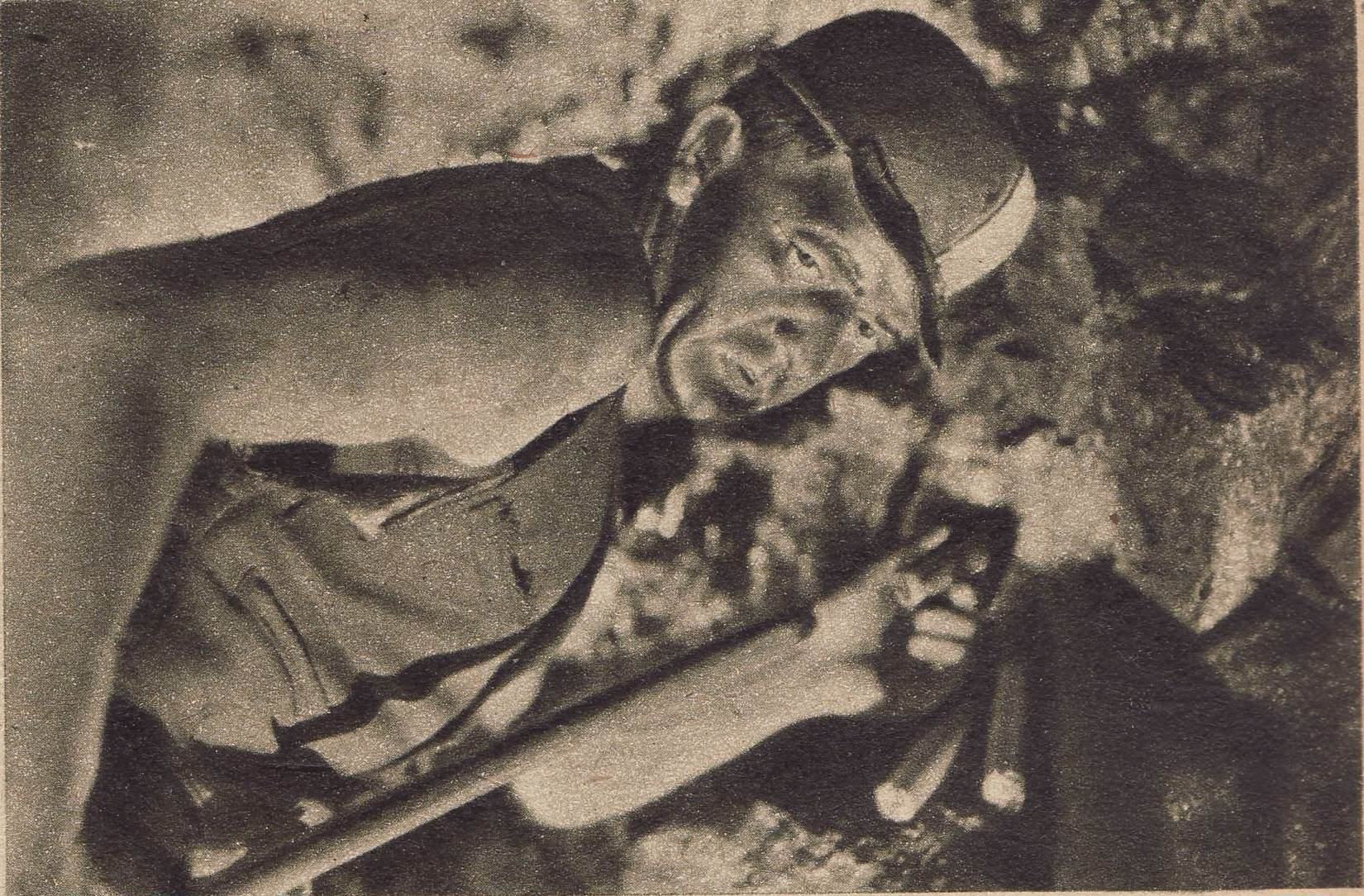
Stanisław Winczewski jako Paweł
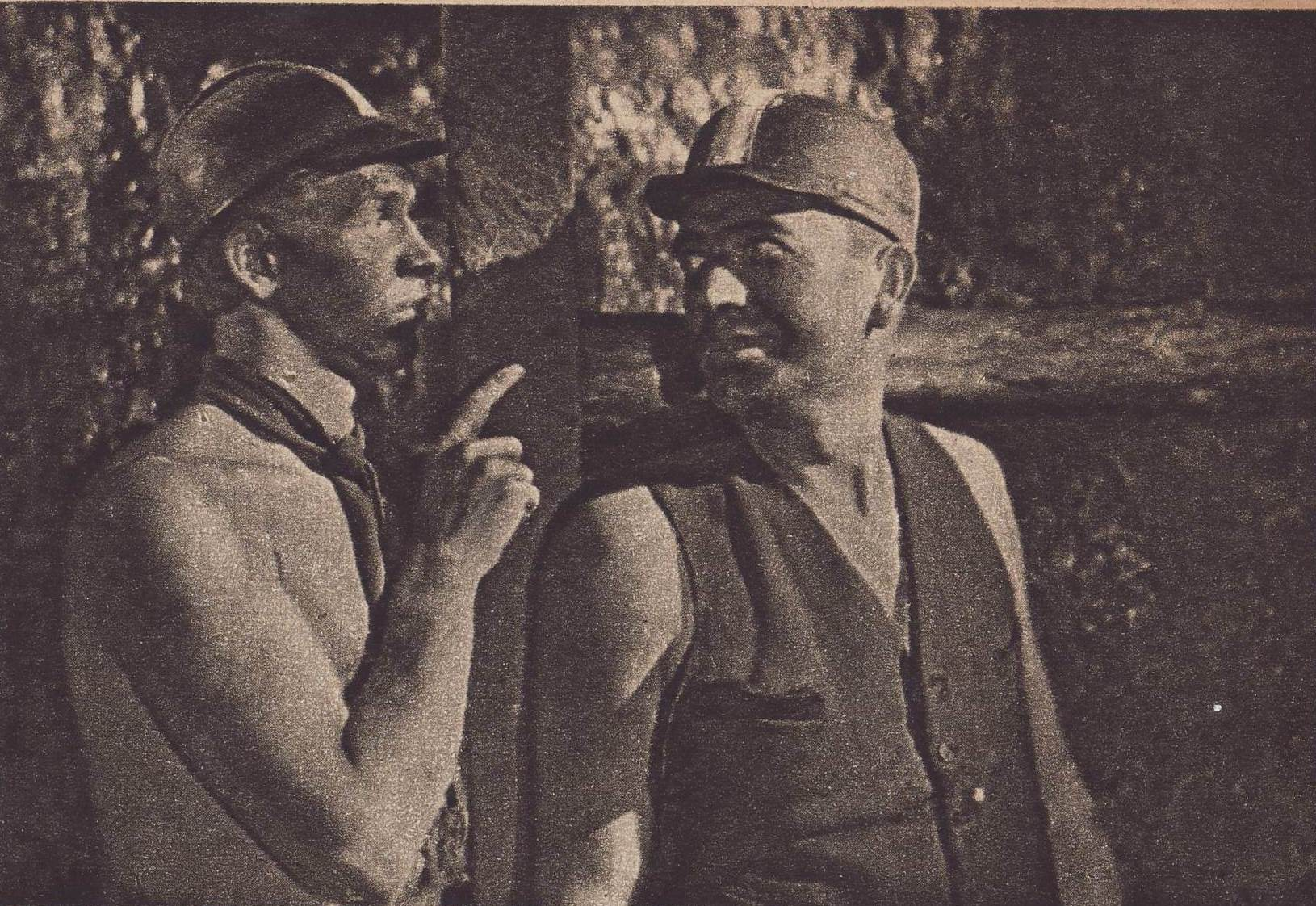
Tadeusz Łomnicki (jako górnik Wiktor Tuszyński, po lewej) i Stanisław Winczewski (jako Paweł)
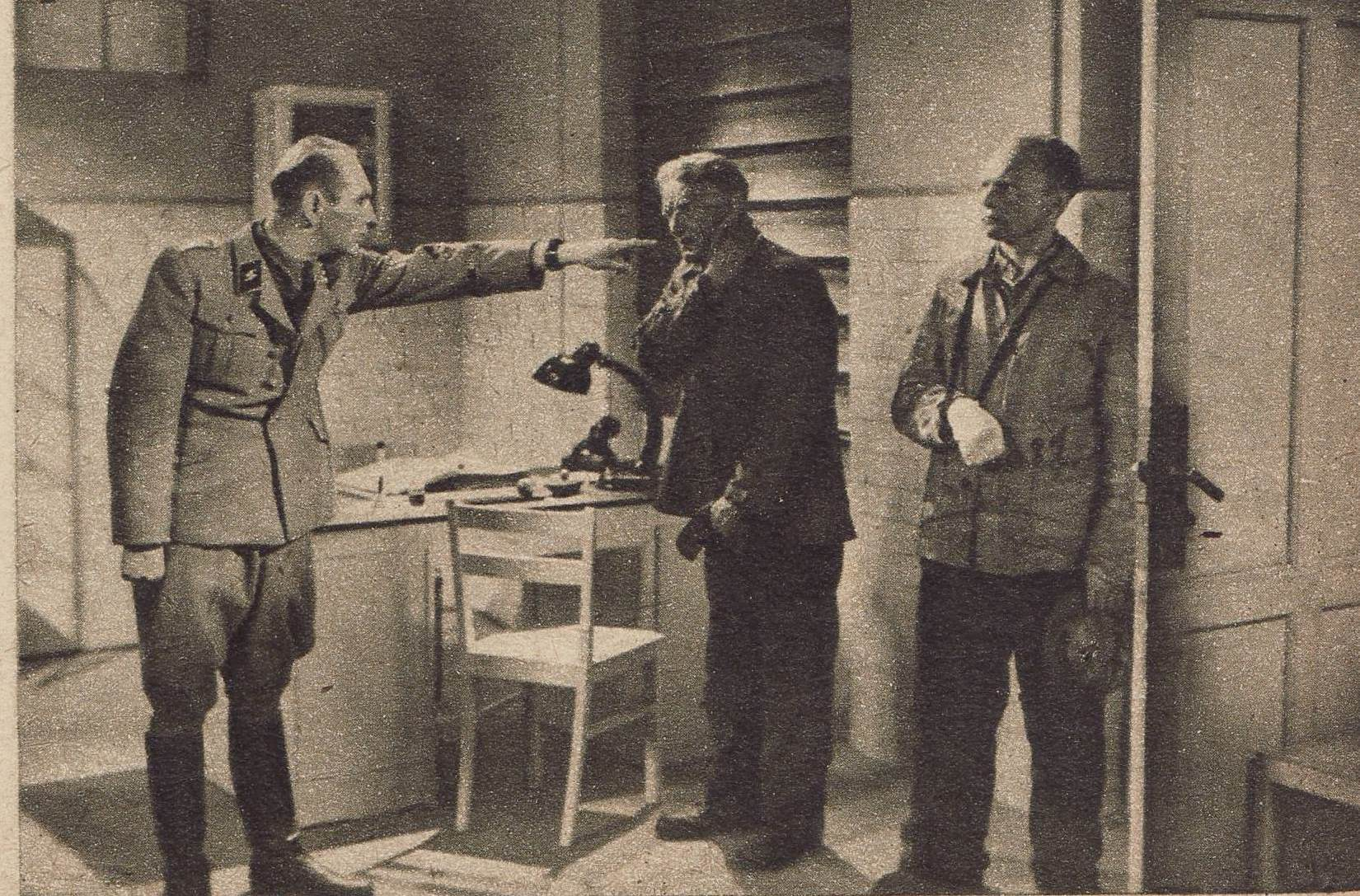
Mieczysław Serwiński jako Helmut Kirschke
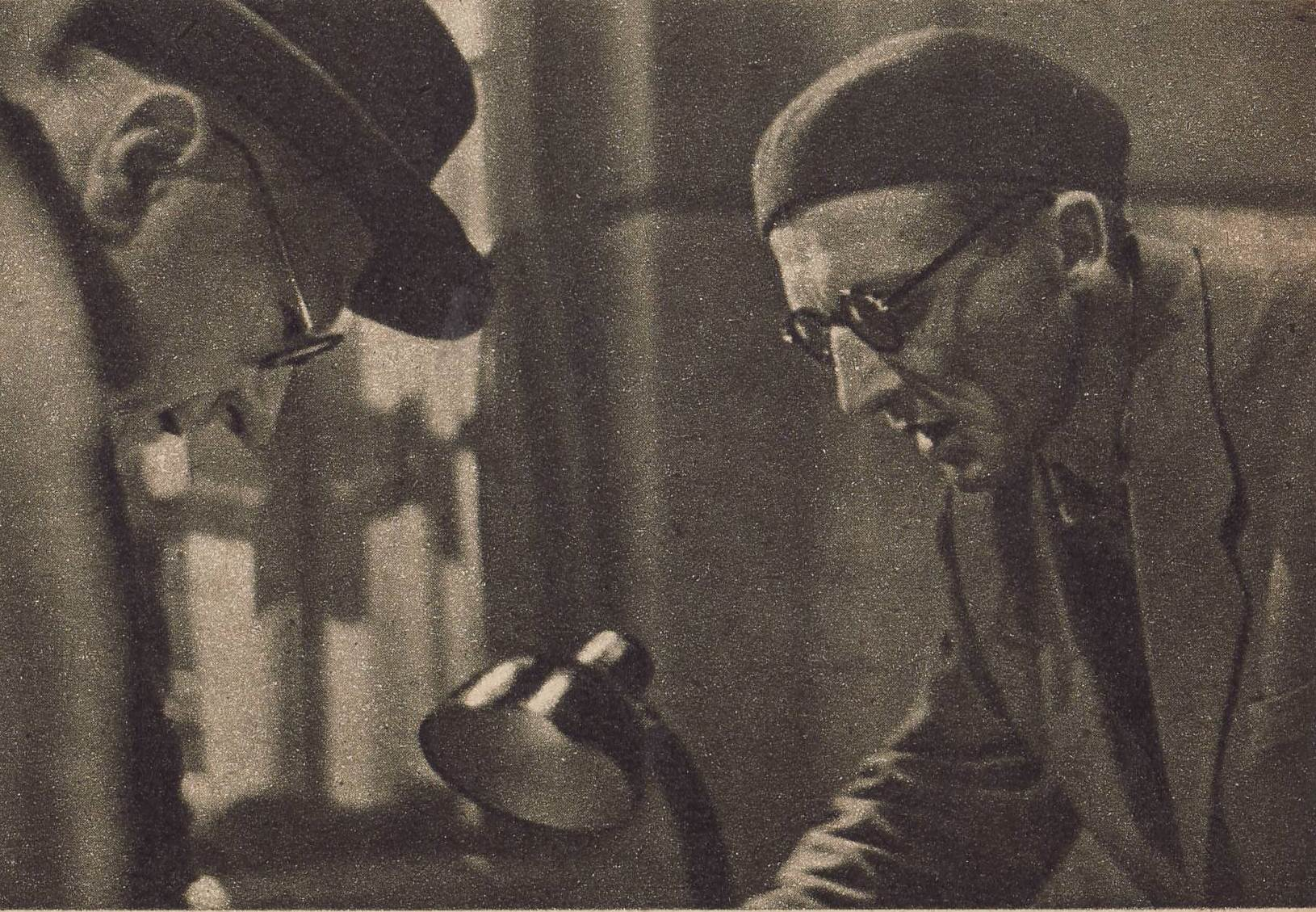
Ludwik Ruszkowski jako dyrektor huty